# Væbnede Arms Orden
Væbnede Arms Orden er en gammel dansk ridderorden. Ordenen blev stiftet den 2. december 1616 af Kong Christian 4.
Den væbnede arm var i dette tilfælde et symbol på kampen for protestantisme, et symbol Christian 4. også brugte i andre sammenhænge. Ordenen havde en grad, Ridder. 
Ordenen blev etableret i forbindelse med Danmarks sejr i Kalmarkrigen. 
Udnævnelser fandt sted i kun ét tilfælde, 2. december 1616 i riddersalen på slottet Koldinghus, hvor 12 adelsmænd, der havde udmærket sig i Kalmarkrigen, blev slået til riddere. Blandt disse var rigets ledende mænd, herunder kansleren, rigsmarsken, rigsadmiralen, statholderen i Slesvig og Holsten og medlemmer af Rigsrådet.
Ordenen kan have været uddelt det følgende år. Den blev ikke givet senere i Christian 4.s tid, og efterfølgende monarker fortsatte ikke ordenen. I stedet blev Dannebrogordenen indstiftet i 1671. Den væbnede arm gik i år 1633 til 1634 sammen med Elefantordenen på en sådan måde, at ordenstegnene blev kombineret eller båret i samme kæde.

## Insignier
Ordenstegnet for Væbnede Arms Orden var af guld og havde som motiv en blå, emaljeret, harniskklædt arm, som holder et sværd af stål. Armen var besat med diamanter og havde kongens monogram i rød og hvid emalje. 
Årstallet 1617 er påført bageste del af armen. Armen var ophængt i en kæde, som var knyttet til et bånd til at bære om halsen. Elefantordenens blå bånd blev også brugt for Væbnede Arms Orden. 
Med årene blev Væbnede Arms Orden kombineret med Elefantordenen, På elefantens dækken ses Den væbnede Arm.
Kombinationen af de to ordener blev uddelt 1633-1634. Derefter uddeltes kun elefantordenen.

## Indehavere
Følgende personer modtog Orden:
- Kansler Christen Friis
- Rigsmarsk Jørgen Lunge
- Rigsadmiral Albret Skeel
- Rigsråd og statholder Breide Rantzau
- Statholder og feltmarskal Gert Rantzau
- Rigsråd Anders Bille
- Hofmarskal Ditlev Rantzau
- Lensmand og oberst, senere rigsråd Anders Sinklar (Andrew Sinclair)
- Hofmarskal og generalvagtmester Jens Sparre
- Amtmand og oberst Marqvardt Pentz
- Lensmand og ritmester Ulrik Sandberg
- Lensmand, senere rigsmarsk Jørgen Skeel